# Volcà del Racó
El Volcà del Racó és un volcà situat al municipi de les Preses, a la comarca catalana de la Garrotxa.